# Lepidiota quinaria
Lepidiota quinaria är en skalbaggsart som beskrevs av Britton 1978. Lepidiota quinaria ingår i släktet Lepidiota och familjen Melolonthidae. Inga underarter finns listade i Catalogue of Life.